# Unified numbering system
Het unified numbering system (UNS) is een Amerikaans coderingssysteem voor metalen en legeringen. Een code bestaat uit een letter die de seriegroep aangeeft, gevolgd door 5 cijfers. De eerste drie cijfers zijn veelal overgenomen van verouderde coderingssystemen. Bijvoorbeeld in de code S30400 duidt de letter S op de groep van roestvaste stalen, terwijl de cijfers 304 verwijzen naar RVS 304, wat overeenkomt met het Europese EN 1.4301, terwijl RVS 304L, de variant met een laag koolstofgehalte, de codering S30403 heeft. Het UNS-coderingssysteem wordt onderhouden door ASTM International en SAE International. Het is een industrieel systeem waaruit men geen speciale eigenschappen zoals een exacte samenstelling, rekgrens, hardheid of vorm kan aflezen. 
| UNS-serie | metaaltype |
| --------- | --- |
| Axxxxx    | Aluminium en aluminiumlegeringen                                                                              |
| Cxxxxx    | Koper en koperlegeringen                                                                                      |
| Fxxxxx    | IJzer, inclusief gietijzer en nodulair gietijzer                                                              |
| Gxxxxx    | AISI en SAE koolstofstaal en gelegeerd staal, behalve automatenstaal                                          |
| Hxxxxx    | AISI en SAE H-staal, geschikt om te harden                                                                    |
| Jxxxxx    | Gietstaal, behalve automatenstaal                                                                             |
| Kxxxxx    | Verschillende stalen, inclusief maragingstaal, HSLA-staal (laaggelegeerd constructiestaal) en superlegeringen |
| L5xxxx    | Metalen met een laag smeltpunt, loodlegeringen, inclusief babbittmetaal en soldeerlegeringen                  |
| M1xxxx    | Magnesiumlegeringen                                                                                           |
| Nxxxxx    | Nikkel en nikkellegeringen                                                                                    |
| Pxxxxx    | Goud en andere edelmetalen en hun legeringen (de P staat voor "precious", kostbaar)                           |
| Rxxxxx    | Refractaire en reactieve metalen en hun legeringen                                                            |
| R03xxx    | Molybdeen |
| R04xxx    | Niobium |
| R05xxx    | Tantaal |
| R3xxxx    | Kobalt |
| R5xxxx    | Titanium |
| R6xxx     | Zirkonium |
| Sxxxxx    | Roestvaste stalen (de S staat voor "stainless", roestvast)                                                    |
| Txxxxx    | Automatenstaal (de T staat voor "tool", gereedschap)                                                          |
| Zxxxxx    | Zink en zinklegeringen                                                                                        |